# Navette mitochondriale
Une navette mitochondriale est un mécanisme d'échange de molécules des cellules eucaryotes permettant de transférer aux mitochondries les électrons à haut potentiel de transfert libérés dans le cytosol par des réactions d'oxydoréduction telles que la glycolyse afin d'être entièrement oxydés par la chaîne respiratoire de la phosphorylation oxydative.
Il existe deux navettes mitochondriales chez l'homme, qui sont distribuées dans des organes différents :
- la navette du glycérol-3-phosphate est exprimée essentiellement dans les muscles et le cerveau et permet d'oxyder dans les mitochondries plus rapidement mais moins efficacement les électrons à haut potentiel de transfert issus des oxydations cytosoliques ;
- la navette malate-aspartate prédomine dans le reste du corps et assure l'essentiel de la métabolisation des électrons cytosoliques à haut potentiel de transfert.

| Navette                         | Composé cytosolique  | Point d'entrée dans la chaîne respiratoire | Composé mitochondrial             | Équivalent en ATP | Observations                                                     |
| ------------------------------- | -------------------- | ------------------------------------------ | --------------------------------- | ----------------- | ---------------------------------------------------------------- |
| Navette du glycérol-3-phosphate | Glycérol-3-phosphate | Ubiquinone réduite                         | Dihydroxyacétone phosphate (DHAP) | ~ 1,5 ATP         | – Rapide – Essentiellement dans le cerveau et les muscles        |
| Navette malate-aspartate        | Malate               | NADH                                       | Oxaloacétate / Aspartate          | ~ 2,5 ATP         | – Plus lent – Essentiellement dans le foie, le cœur et les reins |